# Gérard Gertoux
Gérard Gertoux (* 19. März 1955 in Lyon, Frankreich) ist ein französischer Schriftsteller, Historiker und Forscher auf dem Gebiet der Archäologie des Nahen Ostens und der antiken Weltgeschichte, insbesondere der ägyptischen, assyrischen und der israelitischen Geschichte sowie der Forschung über das Tetragrammaton JHWH. Gertoux ist dafür bekannt, alternative Theorien mit klar definierten Positionen zur Aussprache des Tetragramms vorzuschlagen sowie die antike Geschichte eher mithilfe astronomischer Daten als durch Radiokohlenstoffdatierung zu synchronisieren. Die Forschungsansätze von Gertoux münden in Schlussfolgerungen, die von etablierten Positionen abweichen.
Da Gertoux dem akademischen Konsens widerspricht, werden seine Theorien lediglich von einer Minderheit der Fachwelt unterstützt. Dennoch wird selbst von seinen Kritikern anerkannt, dass er klare und konsequente Positionen vertritt. Die Encyclopedia of Christianity in the United States erwähnt, dass Gertoux im Gegensatz zum bestehenden wissenschaftlichen Konsens, dass der göttliche Name als „Jahweh“ ausgesprochen wurde, die Aussprache „Jehova“ unterstützt. Gertoux’ Buch The Name of God Y.eH.oW.aH Which is Pronounced as it is Written I_Eh_oU_Ah. Its Story, das seine Forschungen über den Namen Gottes JHWH enthält, wurde in Nachschlagewerken wie der Encyclopedia of Christianity, der Encyclopedia of Ancient Christianity und der Μεγάλη Ορθόδοξη Χριστιανική Εγυκλοπαίδεια (ΜΟΧΕ) (Große orthodoxe christliche Enzyklopädie) zitiert.

## Leben und Wirken
Gérard Gertoux wurde am 19. März 1955 im 7. Arrondissement der französischen Stadt Lyon geboren.
Im Jahr 1979 schloss Gertoux sein Studium der Technischen Physik an der École nationale supérieure d'ingénieurs électriciens de Grenoble (I.N.P.G.) mit einem Diplom ab. Seine wissenschaftliche Ausbildung im Bereich der Spektrometrie absolvierte er am Laboratorium des Centre national de la recherche scientifique (CNRS), wo er unter der Leitung von Yves Ayant und Élie Belorizky forschte. Seine Abschlussarbeit trug den Titel: Études expérimentales et théoriques par spectrométrie RMN de composés magnétiques de terres rares. Nach dem Abschluss seines Ingenieurstudiums in Physik war Gertoux mehrere Jahre am Philips Microelectronics Center in Caen tätig. 1982 trat Gertoux der Sacred Name Movement bei, einer religiösen Bewegung, die sich auf die Wiederherstellung und Verwendung des ursprünglichen biblischen Gottesnamens konzentriert. Im Jahr 1983 nahm er eine Lehrtätigkeit im französischen Sekundarschulwesen auf. 1985 erwarb er das Certificat d’aptitude au professorat de l’enseignement du second degré (CAPES) im Fach Physik, das ihn zur Ausübung des Lehramts an öffentlichen Schulen der Sekundarstufen I und II (Collège und Lycée) qualifiziert. Seine Unterrichtstätigkeit setzte er bis 2012 fort.

### Untersuchung zum Tetragrammaton
Im Jahr 1989 begann Gertoux seine Untersuchungen zur Aussprache der Tetragrammatons, insbesondere der Formen „Jehova“ und „Jahwe“, indem er eine Vielzahl wissenschaftlicher Publikationen zu diesem Thema zusammenstellte. Zur vertieften Analyse eignete er sich autodidaktisch Kenntnisse in Hebräisch und Griechisch an, um die Primärquellen adäquat zu erschließen, stieß jedoch auf methodische und philologische Unsicherheiten. Um die Problematik differenzierter zu erfassen, nahm er Kontakt zu Fachgelehrten der Sources Chrétiennes in Lyon sowie des Centre d’Analyse et de Traitement Automatique de la Bible in Villeurbanne (CATAB) auf. Nach zweijähriger Forschungsarbeit gelangte Gertoux zu einem Ergebnis, das mit der Mehrheitsmeinung in der Fachwissenschaft korrespondiert: Die Vokalisierung „Jahwe“ erscheint, wenngleich nicht unumstritten, als die plausibelste Rekonstruktion. Ein erneutes Interesse wurde bei ihm geweckt, als Philippe Cassuto darlegte, dass die Verbindung der Vokale von „Adonai“ mit dem Gottesnamen JHWH gemäß den grammatikalischen Regeln nicht zur Entstehung der Hybridform „Jehova“ führen könne. Zudem begegnete er der Feststellung, dass Baruch de Spinoza den Begriff „Jehova“ verwendete – eine Form, die als fehlerhaft und in religiösen Kontexten als tabuisiert gilt.
Anschließend entschloss sich Gertoux, als unabhängiger Gelehrter eine systematische wissenschaftliche Untersuchung zum Gottesnamen zu beginnen. Um den Zugang zu den in historischen Sammlungen verwahrten Manuskripten zu erleichtern, initiierte Gertoux die Gründung der Association Biblique de Recherche d’Anciens Manuscrits (Biblische Vereinigung zur Erforschung alter Manuskripte). In den Jahren 1992 und 1993 nahm Gertoux an Lehrveranstaltungen zum biblisches Hebräisch teil, die im Rahmen der Sessions de langues bibliques an der Académie des langues anciennes unter der Leitung von Élie Cohen und Jean Margain (zwei ihrer Gründer, zusammen mit Christian Amphoux) angeboten wurden. Er erhielt zudem sprachliche Unterstützung von Christian Amphoux im Bereich des Koiné-Griechischen sowie von Ursula Schattner-Rieser im Aramäischen. Während seiner Forschungsarbeiten wurde er zudem von Joseph Trinquet und Henri Cazelles fachlich beraten und unterstützt.
Mehrere Fachgelehrte leisteten durch gezielte Kommentare einen Beitrag zu Gertoux’ Forschung: André Caquot zum Ugaritischen, Jean Bottéro zum Altbabylonischen, David N. Freedman zur Unbegründetheit der Aussprache Yahweh, Bernard Barc zur Textgenauigkeit des masoretischen Textes und Jean Margain zu Vorurteilen bei der Vokalisierung des Gottesnamens. Thomas Römer verwies darauf, dass das Qere des Tetragramms vermutlich SHeMa und nicht aDoNaY lautete, Dominique Barthélemy betonte die Aussprache Iaô im 1. Jahrhundert v. Chr., und Étienne Nodet korrigierte fehlerhafte Verweise. Weitere Beiträge kamen von Colette Sirat (Pluralität der Vokalisierungen), Jean-Claude Goyon (𓄿𓍯𓉔𓇋𓇋 [Y(e)houa] geschrieben in den Hieroglyphen von Soleb), Jean Leclant (Transkription als y-h-wꜣ), Ziony Zevit (phonetische Varianten im Alt-Hebräischen), Florence Malbran-Labat (Sumerisch), Christian Amphoux (christliche Papyri), Claude Tresmontant (Datierung der Septuaginta) sowie Pierre Grelot, der eine mögliche Entsprechung der zypriotischen Silbenschrift e-u-wa te-o-se mit Yehowa Theos vorschlug.
Gertoux entwickelte drei aufeinanderfolgende Thesen, in denen er die Schlussfolgerungen seiner Forschung darlegte: Un nom encens: un historique du nom divin de son origine à sa reconstitution (1995), יהוה an aim to incense: a historical record of the divine Name (1997), יהוה in fame only ?: a historical record of the divine name (1998). Henri Cazelles nahm das Werk In Fame Only in die Bibliothèque Œcuménique et Scientifique d’Études Bibliques (BOSEB) des Institut Catholique de Paris (ICP) auf. Seine schriftlichen Werke wurden zunächst von André Chouraqui, Colette Sirat, Daniel Faivre, Edward Lipiński, Elizabeth A. Livingstone, Ernest John Revell, Jean Bottéro Jean Delumeau, Jean-Claude Goyon, Marguerite Harl, Mireille Hadas-Lebel, Jacques Duquesne, Josy Eisenberg Shlomo Morag, und Takamitsu Muraoka kommentiert. Nachdem Gertoux 1998 Rückmeldungen zu seinen schriftlichen Arbeiten erhalten hatte, zeigte er sich erfreut über die Möglichkeit, sein Buch bei einem Verlag zu veröffentlichen, der ein Peer-Review-Verfahren anwendet. Im Jahr 1999 veröffentlichte Éditions L’Harmattan sein Werk unter dem Titel Un Historique du nom divin : Un Nom Encens.
Charles Perrot, David C. Hopkins und George W. Buchanan warnten jedoch, dass das Werk voraussichtlich nicht positiv aufgenommen werden würde. Im Anschluss an die Veröffentlichung seines Buches erhielt er zusätzliche Rückmeldungen von Pierre Grelot. Im Jahr 2001 begann er ein Studium der hebräischen Sprache am Institut des Langues Anciennes der École Nationale Supérieure in Lyon – bei Professor Jean-Claude Haelewyck im Bereich des masoretischen Hebräisch und bei Georges Bohas im Bereich der semitischen Sprachen. Im Jahr 2002 übersetzte er Un historique du nom divin : Un Nom Encens ins Englische und veröffentlichte das Werk in den Vereinigten Staaten beim Verlag University Press of America unter dem Titel The Name of God Y.eH.oW.aH Which is Pronounced as It Is Written: I_Eh_oU_Ah. Nach der Veröffentlichung seines Buches in englischer Sprache erhielt Gérard Gertoux weitere Rückmeldungen von Bruce M. Metzger, Dominique de La Maisonneuve, und Daniel N. Freedman. Guy Rachet, Jean Vernette und Alfred Kuen warnten ihn erneut, dass Gertoux’ schriftliches Werk, obwohl gut begründet, voraussichtlich keine breite Akzeptanz finden würde.

### Postgraduiertenstudium
Im Jahr 2004 erwarb er seinen Master 1 in Archäologie und Geschichte der Antike, gefolgt von einem Master 2 im Jahr 2005 an der Maison de l’Orient et de la Méditerranée (MOM), einer Einrichtung, die der Universität Lyon II angegliedert ist. Seine Masterarbeit mit dem Titel L’œil de l’histoire : la chronologie. Les éclipses dans l’Antiquité: approche scientifique d’une chronologie absolue. (HCL TM 104 MOM) (Das Auge der Geschichte: Chronologie. Sonnenfinsternisse in der Antike – ein wissenschaftlicher Ansatz zur absoluten Chronologie) verfasste er unter der Leitung von Yves Roman und Michel Debidour. Im Rahmen seines Masterabschlusses setzte er sein Hebräischstudium bei Professor Dominique Gonnet am Laboratoire Histoire et Sources des Mondes Antiques (HISOMA) fort. Als Betreuer seiner Dissertation wählte er Pierre Villard, einen Spezialisten für Orientalistik, um mit dessen Unterstützung die überlieferten babylonischen Aufzeichnungen zu Sonnenfinsternissen zu analysieren.
Im Jahr 2005 setzte er seine Promotion an derselben Universität fort, an der er bereits seinen Masterabschluss erworben hatte. Seine Dissertation trug den Titel Les conjonctions astronomiques dans l’Antiquité comme les éclipses ou les levers sothiaques: approches d’une chronologie absolue (HCL TM 104 MOM) („Astronomische Konjunktionen in der Antike, wie Finsternisse oder sothische Aufgänge: Ansätze zu einer absoluten Chronologie“) und entstand unter der Leitung von Pierre Villard. Nach Abschluss der Dissertation wurde die Verteidigung für den Dezember 2007 angesetzt, und die Arbeit wurde auf der Plattform theses.fr registriert. Die Zusammensetzung der Prüfungskommission erfolgte nach den thematischen Schwerpunkten der Dissertation und wurde wie folgt aufgeteilt: Der Dissertationsleiter übernahm die Verantwortung für das Kapitel zu den Achämeniden, während jeweils ein Berichterstatter für die Themenkomplexe Babylonier und Assyrer (Francis Joannès), Israeliten (André Lemaire), Ägypter und Griechen zuständig war. Darüber hinaus wurde ein weiterer Berichterstatter für den Bereich Astronomie hinzugezogen.
Im September 2007 erhielten die Universität sowie die Mitglieder der Dissertationskommission Briefe, in denen die Dissertation mit dem Titel L'œil de l'histoire : la chronologie. Les éclipses dans l'Antiquité : approche scientifique d'une chronologie absolue auf dem Master-Niveau 2 in abwertender Weise kritisiert wurde. Zudem wurde in den Schreiben darauf hingewiesen, dass Gertoux einer der 172 als gefährlich eingestuften Sekten angehöre, die im Rahmen des Guest-Guyard-Berichts in Frankreich auf einer schwarzen Liste verzeichnet sind. Infolge dieser Vorfälle erließ der Direktor der Doktorandenschule die Anordnung, die Dissertation auszusetzen und die Verteidigung auf ein unbestimmtes Datum zu verschieben. Zudem wurde den Berichterstattern aufgetragen, die Arbeit mit äußerster Sorgfalt und kritischer Vorsicht zu überprüfen. Ein Mitglied der Prüfungskommission entschloss sich, sich von der Verteidigung der Dissertation zurückzuziehen. Der Doktorvater der Dissertation zog ebenfalls seine Teilnahme zurück, legte jedoch der Kommission einen positiven Bericht vor, um den Fortgang des Verfahrens nicht zu blockieren.
Im Jahr 2008 beschloss Gertoux, seine Masterarbeit mit dem Titel L’œil de l’histoire: la chronologie. Les éclipses dans l’Antiquité: approche scientifique d’une chronologie absolue zu veröffentlichen, doch die Verlage antworteten ihm, dass ihr Lektoratskomitee geteilter Meinung sei und keinen Konsens über die Veröffentlichung des Werks erzielen könne. Nachdem er seinen Doktortitel an der Universität Lyon II nicht abschließen konnte, beschloss er, die Universität zu wechseln und sein Studium zu übertragen. Daniel Bodi vom Fachbereich Hebräisch des Institut national des langues et civilisations orientales (INALCO) erklärte sich bereit, die Doktorarbeit zu betreuen, da er sich besonders für die synchronisierte israelitische Chronologie interessierte. Im Jahr 2008 genehmigte Pierre Villard den Wechsel von der Universität Lyon II an das INALCO.
Bodi schlug Gertoux vor, Ende 2009 die Dissertation Approche scientifique d'une chronologie absolue grâce aux synchronismes datés par l'astronomie zu verteidigen. Zwei Gutachter des früheren Prüfungsausschusses erklärten sich bereit, erneut mitzuwirken, nun im Rahmen der Verteidigung am INALCO (Francis Joannès (babylonische und assyrische Chronologie) und André Lemaire (israelitische Chronologie)). Zudem wurden ein Fachgutachter für ägyptische Chronologie sowie ein weiterer Experte für Astronomie eingeladen. Im Juni 2009 vollzog Gertoux die formellen Schritte für seinen Wechsel von der Universität Lyon II zum INALCO. Im Juli desselben Jahres wurde Gertoux vom Rat der Graduiertenschule die Aufnahme verweigert. Bodi zeigte sich bestürzt, da er die Betreuung der Dissertation bereits genehmigt hatte, und kündigte an, sich an die Fakultät zu wenden, um die Hintergründe der Entscheidung zu klären. Daniel Bodi informierte Gérard Gertoux am 17. September 2009 darüber, dass er seine zuvor geäußerte Meinung revidiert habe. Nachdem Daniel Bodi zunächst zugestimmt hatte, die Dissertation zu betreuen, änderte er später seine Meinung und lehnte die Arbeit ab, indem er sie als ‚fundamentalistisch‘ bezeichnete. Anschließend wurde die Doktorarbeit von der Website theses.fr entfernt.
Anzeige wegen religiöser Diskriminierung
Gertoux argumentierte, dass er seinen Doktortitel nicht erworben habe, weil er religiös diskriminiert worden sei:
- Es waren die Direktoren der Doktorandenschule und nicht die Betreuer, die die Dissertation abgelehnt haben.
- In Lyon wurde die Verteidigung der Dissertation schließlich ohne offizielle Begründung und ohne schriftliche Bestätigung abgesagt
- Die Ablehnungen der Dissertationen waren nicht gut begründet; sie enthielten Widersprüche und Annahmen, die in der Dissertation nicht vorkamen.
- Die wissenschaftliche Chronologie hängt nicht von der Religion des Autors ab.
- Bei INALCO wurde seine Einschreibung aus zwei unbegründeten Gründen abgelehnt.[67]

Der Verein CAP LC pour la Liberté de Conscience – Liberté de Religion – Liberté de Conviction versuchte, die französische Regierung auf die angebliche Diskriminierung aufmerksam zu machen, unter der Gertoux litt. Da keine Ergebnisse erzielt wurden, leitete CAP LC den Fall von Gertoux (in ihrem Schreiben vom 17. Mai 2010) an Frau Asma Jahangir, die Sonderberichterstatterin für Religions- und Glaubensfreiheit bei den Vereinten Nationen, weiter. Der Fall Gertoux wurde auch der Vereinigung Human Rights Without Frontiers International vorgelegt, jedoch ebenfalls ohne Erfolg.

### Chronologische Recherchen
Trotz der Ablehnung seiner alternativen Theorien luden mehrere Wissenschaftler Gertoux ein, Vorträge an verschiedenen Universitäten zu halten. Im Oktober 2011 hielt Gertoux an der Universität Edinburgh einen Vortrag zum Thema A New Achaemenid King: Darius B, Owing to Synchronized Chronology („Ein neuer achämenidischer König: Darius B, aufgrund synchronisierter Chronologie“). Im Jahr 2012 legte er seine Dissertation Approche scientifique d’une chronologie absolue grâce aux synchronismes datés par l’astronomie der International Association for Assyriology vor und wurde Mitglied dieser Vereinigung. Im selben Jahr trat er aus dem Schuldienst an der Sekundarstufe zurück. Im Jahr 2013 wurde der zentrale Teil seiner Dissertation mit dem Titel Dating the Fall of Babylon and Ur thanks to Astronomical Events in die Bibliothek der Cornell University aufgenommen.  Im Jahr 2015 begann er, Auszüge aus seiner Dissertation sowie Themen außerhalb seiner Dissertation in selbstverlegten Büchern zu veröffentlichen.
Im April 2015 hielt Gertoux an der Universität Genf einen Vortrag zum Thema Dating the Reigns of Xerxes and Artaxerxes. Im Juni 2015 stellte Gertoux an der Universität Oxford seinen Artikel Assyrian and biblical chronologies: are they reliable? vor. Im Jahr 2019 lud Dominique Charpin Gertoux zur 65. Rencontre Assyriologique Internationale am Collège de France ein, um eine Zusammenfassung seiner Doktorarbeit vorzustellen. Ebenfalls im Jahr 2019 lud Jonathan Rosenbaum Gertoux zur Jahrestagung der American Schools of Oriental Research (ASOR) ein, um in der Sitzung Archaeology and Biblical Studies einen Vortrag über seine Dissertation zu halten. Von 2019 bis 2021 veröffentlichte Gertoux Artikel in der Zeitschrift Nouvelles Assyriologiques Brèves et Utilitaires (NABU), die von der Société pour l’étude du Proche-Orient (SÉPOA) herausgegeben wird.

## Werk

### Der Name JHWH
Gertoux' wichtigstes Werk ist The Name of God Y.eH.oW.aH Which is pronounced as it is Written I_Eh_oU_Ah., das 2002 veröffentlicht und aus dem Französischen übersetzt wurde.
Gertoux vertiefte die Behandlung des Tetragrammatons JHWH, dessen Geschichte, Übersetzung und Behandlung zwischen 4.000 v. Chr. und 1.900 n. Chr. Gertoux vertritt mit „jahwehstarken Ansichten“, dass im ersten Jahrhundert die Aussprache das Tetragrammaton Jehowah war. Damit setzte er sich in Widerspruch zur vorherrschenden Auffassung, wonach es Jahwe war. Nach Gertoux stammt der griechische Begriff Ιαω aus dem hebräischen Jahu. Der samaritanische Begriff Ιαβε rühre vom aramäischen Jaw her. Er sagt, dass der Begriff Jahu „Jah selbst“ bedeutet und dass Jah eine Abkürzung für J[eHoW]aH (nicht JaH[WeH]) ist, wobei die Form Jehova noch möglich sein könnte. Gertoux schlägt vor, dass die spätere Verwendung der abgekürzten Formen der nomina sacra κ[ύριο]ς und θ[εό]ς innerhalb christlicher Manuskripte wahrscheinlich die jüdische Praxis widerspiegelt, das Tetragrammaton in der vollen Form יהוה durch י[הו]ה (J[eHoW]ah) zu ersetzen. Der Kurzname Jah stamme aus dem ersten und letzten Buchstabe von JHWH.
George W. Buchanan stimmt mit Gertoux darin überein, dass der göttliche Name anhand der Daten willkürlich als Jehova ausgesprochen wird. Aviv Schoenfeld bekräftigt: „Ich vertrete die (wenn auch minderheitliche) Ansicht, dass eine seiner alten Vokalisationen yəhōwɔ̄ war, im Gegensatz zum Mainstream-Konsens, dass es nur yahwɛ war.“ Bruce M. Metzger bezeichnet die Webseite von Gertoux als eine „weitere wissenschaftliche Information über die Ursprünge der heiligen Namen“. François Boespflug gibt an, dass Gertoux ihm mit seinen Forschungen wertvolle Hinweise gegeben hat. Robert J. Wilkinson sagt, dass Gertoux starke Ansichten über die Aussprache und Bedeutung das Tetragrammaton vertritt. Daniel Faivre bekräftigt, dass Gertoux' Werk eine umfassendere Studie ist. Thomas D. Ross sieht Gertoux' Arbeit als eine Verteidigung der traditionellen „Jehova“-Übersetzung des Tetragrammatons. Antonio Macaya Pascual weist darauf hin, dass Gertoux mit vielen Belegen nachweist, dass der Name JHWH bis zum 2. Jahrhundert nach Christus tatsächlich ausgesprochen wurde. Philippe Barbey hält die Forschungen von Gertoux für ein umfassendes Werk. John Gee stimmt mit Gertoux darin überein, dass der derzeitige Konsens für die Aussprache von Jahwe nicht überzeugend ist, aber er findet Gertoux' Schlussfolgerungen für die Aussprache von Jehowah nicht überzeugend. Gee ist der Meinung, dass ägyptische und akkadische Belege ignoriert werden, dass die masoretischen Vokale eine spätere Aussprache aufweisen und dass die Buchstabenmethode nicht durchführbar ist. Won W. Lee hält Gertoux' Studie für wertvoll für diejenigen, die sich mit der Geschichte und der Übersetzung des Gottesnamens JHWH beschäftigen.

### Chronologien der Antiken Welt
Gertoux hat ägyptische, assyrische und biblische Chronologien erstellt, die nach Ansicht von Hermann Hunger neue Erkenntnisse liefern und die vorherrschende Sichtweise widerlegen. Albertus Pretorius ist der Meinung, dass Gertoux eine zuverlässige Chronologie des Lebens Jesu erstellt hat. Paul Finch ist der Ansicht, dass Gertoux ein hervorragendes Zeugnis vorgelegt hat, dass Karthago 870 v. Chr. gegründet wurde.
Buch Ester
Das Armstrong Institute of Biblical Archaeology verweist auf die Untersuchung von Gertoux, die zahlreiche Belege für die Historizität des Buch Ester und die historische Identität der Königin Ester selbst liefert – trotz verbreiteter skeptischer Stimmen. Lloyd Llewellyn-Jones ist indes ebenfalls der Meinung, dass Ester trotz Gertoux' Bemühungen, sie in eine bestimmte Zeit einzuordnen, nicht als historisch gelten kann. Christopher Eames berichtet, dass Gertoux, Robert Hubbard Jr. und Mitchel First zu dem Schluss kommen, Ester sei mit Amestris identisch, und dass Gertoux Hinweise und Belege für die Historizität der Königin anführt.

## Veröffentlichungen (Auswahl)

### Thesen
- Gérard Gertoux: Études expérimentales et théoriques par spectrométrie RMN de composés magnétiques de terres rares. Bachelorarbeit. Diplom für vertiefte Studien im Bereich Energietechnik, am Laboratoire de Spectrométrie Physique in Grenoble, Grenoble 1979 (französisch).
- Gérard Gertoux: Un nom encens: un historique du nom divin de son origine à sa reconstitution. Bibliothèque Œcuménique et Scientifique d'Études Bibliques (BOSEB) Institut Catholique de Paris (ICP), Paris 1995, OCLC 913478170 (französisch).
- Gérard Gertoux: יהוה an aim to incense : a historical record of the divine Name. BOSEB ICP, Paris 1997, OCLC 913482983 (französisch).
- Gérard Gertoux: יהוה in fame only ? : a historical record of the divine name. Res T 594 GER. BOSEB ICP, Paris 1998 (französisch).
- Gérard Gertoux: L'œil de l'histoire: la chronologie. Les éclipses dans l'antiquité: approche scientifique d'une chronologie absolue. Masterarbeit (HCL TM 104) an der Bibliothèque de la Maison de l'Orient et de la Méditerranée (MOM), Universität Lyon II, Lyon 1. Oktober 2004 (französisch).
- Gérard Gertoux: The astronomical conjunctions in antiquity such as eclipses or sothiac rises: approach to an absolute chronology. Doktorarbeit. Bibliothèque de la Maison de l'Orient et de la Méditerranée (MOM), Universität Lyon II, Lyon 2007, OCLC 1098194413 (englisch, französisch: Les conjonctions astronomiques dans l'antiquité comme les éclipses ou les levers sothiaques: approches d'une chronologie absolue.).
- Gérard Gertoux: Scientific Approach to an Absolute Chronology Through Synchronisms Dated by Astronomy. Doktorarbeit; Institut National des Langues et Civilisations Orientales (INALCO), 2009 (englisch, calameo.com – französisch: Approche scientifique d'une chronologie absolue grâce aux synchronismes datés par l'astronomie.).
- Gérard Gertoux: Dating the fall of Babylon and Ur thanks to Astronomical Events (= Scientific Approach to an Absolute Chronology Through Synchronisms Dated by Astronomy). Doktorarbeit., Bibliothek der Cornell University 11. September 2013, doi:10.48550/arXiv.1309.2758, arxiv:1309.2758.

### Bücher
- Gérard Gertoux: Un Historique du nom divin יהוה : Un Nom Encens. Editions L'Harmattan, Paris 1999, ISBN 2-296-39199-0 (französisch, 226 S., harmattan.fr).
- Gérard Gertoux: The Name of God Y.eH.oW.aH Which is Pronounced as it is Written I_Eh_oU_Ah. Its Story (= G - Reference, Information and Interdisciplinary Subjects Series). University Press of America, Maryland 2002, ISBN 0-7618-2204-6 (englisch, academia.edu – französisch: Un Historique du nom divin יהוה : Un Nom Encens. Übersetzt von Terry Costanzo).
- Gérard Gertoux: Guds navns historie. Gramma, Kopenhagen 2005, ISBN 87-990125-6-1 (dänisch, französisch: Un Historique du nom divin יהוה : Un Nom Encens. Übersetzt von Christian Hald).
- Gérard Gertoux: Storia del nome di Dio. Un recente studio che fà luce sulla corretta pronuncia del sacro nome. Hrsg.: Stefano Pizzorni; Elena Necchi; Steno Sari. Azzurra 7 Editrice, Arlate (LC) 2007, ISBN 978-88-88907-09-3 (italienisch, französisch: Un Historique du nom divin יהוה : Un Nom Encens. Übersetzt von Gabriella Gabrielli; Maria Grazia Aragone).
- Жерар Жерто: Имя Бога: его история и произношение. Multimedia-Verlag Strelbitsky, Kiew 2. Februar 2018 (russisch, französisch: Un Historique du nom divin יהוה : Un Nom Encens. Übersetzt von Шитиков Юрий).
- Gérard Gertoux: Dating the reigns of Xerxes and Artaxerxes. In: Pascal Attinger; Cavigneaux A.; Mittermayer C.; Novak M. (Hrsg.): Text and image: proceedings of the 61e Rencontre Assyriologique Internationale, Geneva and Bern, 22-26 June 2015. Orbis biblicus et orientalis. Series Archaeologica (OBOSA) (= Series Archaeologica. Band 40). Peeters Publishers, Leuven / Bristol (CT) 2018, ISBN 978-90-429-3713-0, S. 179–206, doi:10.2307/j.ctv1q26x24.22, JSTOR:j.ctv1q26x24.22 (englisch, peeters-leuven.be).
- Gérard Gertoux: Exode 3.13,14 – Quel est son Nom ? In: Francesco Arduini (Hrsg.): Il Dio della Bibbia. Land University Press: saggistica universitaria, 2023, ISBN 979-1-28080615-4, S. 15–44.

Vorworte
- Didier Mickaël Fontaine: Le nom divin dans le nouveau testament (= Religions et Spiritualité). Editions L'Harmattan, Paris 2007, ISBN 978-2-296-03559-1, Préface, par Gérard Gertoux, S. 7–8 (französisch, 356 S.).
- Didier Mickaël Fontaine: Il nome di Dio nel Nuovo Testamento. Hrsg.: S. Pizzorni. Azzurra 7 Editrice, Arlate (LC) 2009, ISBN 88-88907-10-6, Prefazione di Gérard Gertoux (italienisch, 345 S., französisch: Le nom divin dans le nouveau testament. Übersetzt von S. Appiganesi).

### Journale
- Gérard Gertoux: Notes bréves: 101) Dating the Reigns of Xerxes and Artaxerxes. In: Nouvelles Assyriologiques Bréves et Utilitaires. Band 4. Société pour l'étude du Proche-Orient, Dezember 2019, ISSN 0989-5671, S. 179.
- Gérard Gertoux: Biography of Themistocles: 536–471 BCE or 524–459 BCE? In: Nouvelles Assyriologiques Bréves et Utilitaires. Band 3. Société pour l'étude du Proche-Orient, September 2020, ISSN 0989-5671, S. 199–200.
- Gérard Gertoux: Intercalations during the co-regency of Xerxes with Darius I. In: Nouvelles Assyriologiques Bréves et Utilitaires. Band 4. Société pour l'étude du Proche-Orient, 2020, ISSN 0989-5671, S. 273–279.
- Gerard Gertoux: Mesopotamian chronology over the period 2340-539 BCE through astronomically dated synchronisms and comparison with carbon-14 dating. In: Nouvelles Assyriologiques Bréves et Utilitaires. Band 3. Société pour l'étude du Proche-Orient, 15. Oktober 2021, ISSN 0989-5671, S. 171–172.

### Videodokumentation
- Fritz Poppenberg (2015). Der Name Gottes. Drei Linden Film, ISBN 978-3-936344-65-3.[94]

### Konferenzen
- 2011, The University of Edinburgh: A New Achaemenid King: Darius B, owing to Synchronized Chronology.
- 2015, University of Oxford: Assyrian and biblical chronologies: are they reliable?
- 2015, Universität Genf: Dating the Reigns of Xerxes and Artaxerxes, veröffentlicht in 2018 in: Orbis Biblicus et Orientalis Series Archaeologica.
- 2019, Collège de France: Scientific approach to an absolute chronology through synchronisms dated by astronomy, veröffentlicht in 2019, for the 65th Rencontre Assyriologique Internationale — the annual conference of the International Association for Assyriology,
- 2019, American Schools of Oriental Research, (ASOR) Annual Meeting: A Scientific Approach to an Absolute Chronology through Synchronisms Dated by Astronomy.

### Rezensionen seiner Bücher
- Brigitte Sion: Gérard Gertoux, Un historique du nom divin: un nom encens. In: Revue Juive de Genève. 7. April 2000, S. 24 (org.uk).
- 7789 Gertoux, Gérard. Un historique du nom divin: Un nom encens / Gérard Gertoux. Paris: L'Harmattan, 2001, c1999. - 222p: ill., facsims., 22cm. ISBN 273840616. In: קרית ספר: רבעון לביבליוגרפיה של בית הספרים הלאומי והאוניברסיטאי בירושלים. Band 71, Nr. 3–4. בית הספרים הלאומי והאוניברסיטאי בירושלים, Jerusalem 2001, S. 705 (google.de).
- Philippe Barbey: Les Origines Juives du Christianisme § A propos du nom du Dieu des Juifs. In: Les témoins de Jehovah. Pour un christianisme original (= Religion et sciences humaines). Editions L'Harmattan, 2003, ISBN 2-7475-4064-2, S. 18–22 (französisch, google.de).
- John Gee: Gertoux, Gérard. The Name of God Y.EH.OW.AH Which is Pronounced as It Is Written I_EH_OU_AH. Lanham, Md.: University Press of America, 2002. Pp. 328. Paper. $47.00. ISBN 0-7618-2204-6. In: Review of Biblical Literature. Society of Biblical Literature, Juni 2004, ISSN 1099-0321 (englisch, sblcentral.org).
- Won W. Lee: Notes on Recent Publications § The Name of God Y.EH.OW.AH Which is Pronounced as It Is Written I_EH_OU_AH. by Gerard Gertoux. In: Religious Studies Review. Band 29, Nr. 3, Juli 2003, ISSN 0319-485X, OCLC 909876699, S. 285, doi:10.1111/j.1748-0922.2003.tb00391.x (amerikanisches Englisch).
- Marlon Winedt: Biblical Studies § OT § Gérard Gertoux. 2002. The Name of God Y.EH.OW.AH Which is Pronounced as It is Written I_Eh_oU_Ah: Its Story. University Press of America. Translated from the French Un historique du nom divin. Un Nom Encens (L'Harmattan, 1999). In: Sarah Lind (Hrsg.): TIC Talk. Newsletter of the United Bible Societies Translation Information Clearinghouse. Band 57. United Bible Societies, 2004.
- Didier Fontaine: Le Nom de Dieu (DVD, Poppenberg 2014). In: Πάντα δὲ δοκιμάζετε, τὸ καλὸν κατέχετε. 2014, abgerufen am 11. August 2025.
- Didier Fontaine: Le nom divin : imprononçable ? (Gertoux, 2015). In: Πάντα δὲ δοκιμάζετε, τὸ καλὸν κατέχετε. 2015, abgerufen am 11. August 2025.
- Thomas J. Belke: Chapter 7 A Prophet's Reward § 7.2 Gerard Gertoux: Jonah vs King of Nineveh: Chronological, Historical and Archaeological Evidence. In: Rethinking Jonah: Mysteries Unveiled. Band 4. Christian Faith Publishing, Incorporated, 2025, ISBN 979-88-8832706-7 (google.de).

### Selbstveröffentlichte Bücher
- Gérard Gertoux: The Name of God Y.eH.oW.aH Which is pronounced as it is Written I_Eh_oU_Ah. Simplified Edition. Lulu.com, Morrisville (North Carolina) 2015, ISBN 978-1-329-20505-5 (englisch).
- Gérard Gertoux: Absolute Chronology of the Ancient World from 1533 BCE to 140 CE. Lulu.com, Morrisville (North Carolina) 2015, ISBN 978-1-365-21528-5 (englisch).
- Gérard Gertoux: Queen Esther wife of Xerxes: Chronological, Historical and Archaeological Evidence. Lulu.com, Morrisville (North Carolina) 2015, ISBN 978-1-329-37985-5 (englisch).
- Gérard Gertoux: Moses and the Exodus Chronological, Historical and Archaeological Evidence. Lulu.com, Morrisville (North Carolina) 2015, ISBN 978-1-329-44525-3 (englisch).
- Gérard Gertoux: Abraham and Chedorlaomer: Chronological, Historical and Archaeological Evidence. Lulu.com, Morrisville (North Carolina) 2015, ISBN 978-1-329-55353-8 (englisch).
- Gérard Gertoux: Noah and the Deluge: Chronological, Historical and Archaeological Evidence. Lulu.com, Morrisville (North Carolina) 2015, ISBN 978-1-329-63114-4 (englisch).
- Gérard Gertoux: Jonah vs King of Nineveh: Chronological, Historical and Archaeological Evidence. Lulu.com, Morrisville (North Carolina) 2015, ISBN 978-1-329-68948-0 (englisch).
- Gérard Gertoux: Herod the Great and Jesus: Chronological, Historical and Archaeological Evidence. Lulu.com, Morrisville (North Carolina) 2015, ISBN 978-1-329-69816-1 (englisch).
- Gérard Gertoux: Kings David and Solomon: Chronological, Historical and Archaeological Evidence. Lulu.com, Morrisville (North Carolina) 2015, ISBN 978-1-329-69810-9 (englisch).
- Gérard Gertoux: The Trojan War: Chronological, Historical and Archaeological Evidence. Lulu.com, Morrisville (North Carolina) 2015, ISBN 978-1-329-75066-1 (englisch).
- Gérard Gertoux: The Book of Job: Chronological, Historical and Archaeological Evidence. Lulu.com, Morrisville (North Carolina) 2015, ISBN 978-1-329-77565-7 (englisch).
- Gérard Gertoux: 80 Old Testament Characters of World History: Chronological, Historical and Archaeological Evidence. Lulu.com, Morrisville (North Carolina) 2016, ISBN 978-1-329-93281-4 (englisch).
- Gérard Gertoux: “Sanctified be your Name” - Did Jesus “Je[hovah]-salvation” know God's name Y-H-W-H (Î-Eh-Û-Â)? Lulu.com, Morrisville (North Carolina) 2016, ISBN 978-1-387-13836-4 (englisch).
- Gérard Gertoux: Absolute Chronology of the Ancient World from 2840 BCE to 1533 BCE. Lulu.com, Morrisville (North Carolina) 2016, ISBN 978-1-365-28163-1 (englisch).
- Gérard Gertoux: The Pharaoh of the Exodus: Fairy tale or real history? Lulu.com, Morrisville (North Carolina) 2017, ISBN 978-1-365-70291-4 (englisch).
- Gérard Gertoux: Sarah wife of Abraham: Fairy tale or real history? Lulu.com, Morrisville (North Carolina) 2017, ISBN 978-1-365-70555-7 (englisch).
- Gérard Gertoux: Noé ou/et Néandertal: père de l'humanité? - Verdict de la chronologie -. Lulu.com, Morrisville (North Carolina) 2018, ISBN 978-1-387-71308-0 (französisch).
- Gérard Gertoux: La Bible a-t-elle été altérée? - Verdict de la chronologie. Lulu.com, Morrisville (North Carolina) 2018, ISBN 978-1-387-71292-2 (französisch).
- Gérard Gertoux: Scientific Approach to an Absolute Chronology Through Synchronisms Dated by Astronomy. Glasstree, Morrisville (North Carolina) 2019, ISBN 978-1-5342-0457-7, doi:10.20850/9781534204577 (englisch).
- Gérard Gertoux: Summit Meeting Between Queen Esther and General Themistocles (to Stop Athenian Imperialism). Lulu.com, Morrisville (North Carolina) 2022, ISBN 978-1-71632-553-3 (englisch).
- Gérard Gertoux: Dating the Reigns of Xerxes I (496-475), Artaxerxes I (475-425) and Darius II (424-405). Lulu.com, Morrisville (North Carolina) 2021, ISBN 978-1-66712-771-2 (englisch).
- Gérard Gertoux: Absolute Mesopotamian Chronology: From Sargon of Akkad (2243-2187) to Nabonidus (556-539). Lulu.com, Morrisville (North Carolina) 2021, ISBN 978-1-326-55823-9 (englisch).
- Gérard Gertoux: Assyrian and Biblical Chronologies Are They Reliable? Lulu.com, Morrisville (North Carolina) 2021, ISBN 978-1-326-52121-9 (englisch).
- Gérard Gertoux: Absolute Egyptian Chronology: From Narmer (2838-2808) to Nakhtnebef II (360-342). Lulu.com, Morrisville (North Carolina) 2022, ISBN 978-1-4583-9050-9 (englisch).
- Gérard Gertoux: Who Built the Tower of Babel When and Why? (History Begins at Sumer). Lulu.com, Morrisville (North Carolina) 2022, ISBN 978-1-4710-6128-8 (englisch).
- Gérard Gertoux: Examination of Anachronisms in Biblical and Assyrian Chronologies. Lulu.com, Morrisville (North Carolina) 2022, ISBN 978-1-4710-2789-5 (englisch).
- Gérard Gertoux: Absolute Mesopotamian Chronology from Gilgamesh (2447-2401) to Darius II (424-405). Lulu.com, Morrisville (North Carolina) 2023, ISBN 978-1-4717-7412-6 (englisch).
- Gérard Gertoux: Mesopotamian Chronology (2340-539 BCE) Through Astronomically Dated Synchronisms and Comparison with Carbon-14 Dating. Lulu.com, Morrisville (North Carolina) 2024, ISBN 978-1-326-79528-3 (englisch).
- Gérard Gertoux: Astronomy as a Key to Biblical History. Imprimer mon Livre, France 2025, ISBN 978-94-037-9817-2 (englisch).